# Морские республики

Флаг итальянских военно-морских сил, демонстрирует гербы наиболее выдающихся морских республик (слева сверху по часовой стрелке): Венеция, Генуя, Пиза, и Амальфи

Морские республики (итал. repubbliche marinare) Также известные под термином «Торговые Республики» — итальянские города-государства, процветавшие в Италии и в Далмации (на территории современных Хорватии и Черногории). Наиболее известны Венеция, Генуя, Пиза и Амальфи; менее известны Ноли, Анкона; в Далмации находилась Дубровницкая республика с центром в городе Дубровник.
Эти государства конкурировали друг с другом военным и коммерческим путём. С X по XIII век они строили флоты как для собственной защиты, так и для поддержки расширяющейся по Средиземноморью торговой сети, что позволило им играть существенную роль в Крестовых походах. Соперничая, эти республики постоянно интриговали, заключая альянсы и ведя военные действия друг с другом.

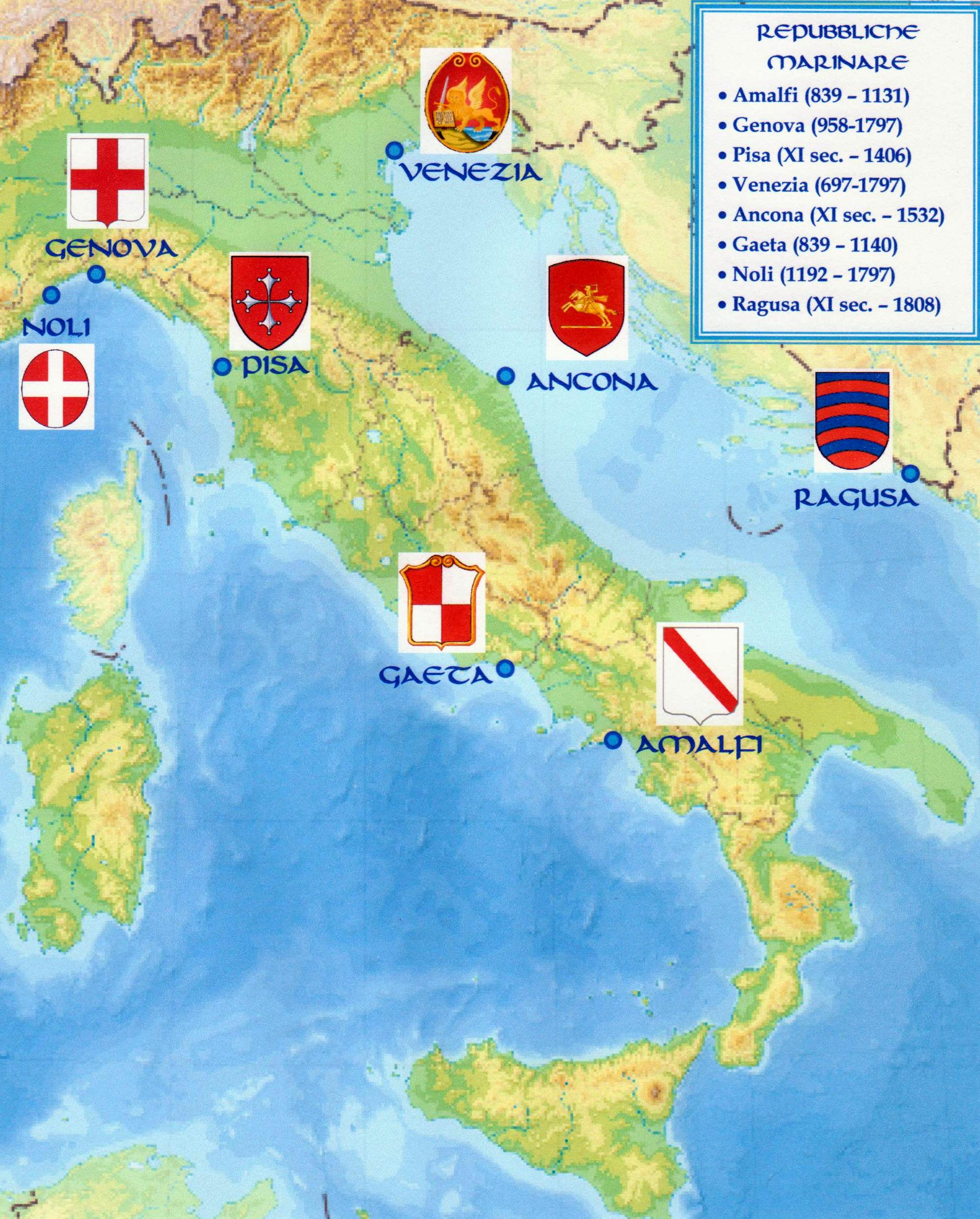
Карта морских республик в XI веке и их гербы:
Амальфи (Amalfi), Анкона (Ancona), Гаэта (Gaeta), Генуя (Genova), Ноли (Noli), Пиза (Pisa), Дубровник (Ragusa), Венеция (Venezia)

## Обзор
Морские республики являлись городами-государствами. В целом они имели республиканское устройство и были формально независимы, хотя большинство из них находилось на территориях, когда-то формально принадлежащих Византийской империи (основными исключениями являлись Генуя и Пиза). В период своей независимости все эти города имели сходные (хотя и не идентичные) системы самоуправления, в которых значительную силу роль играло купечество.
Морские республики сильнейшим образом принимали участие в Крестовых походах, обеспечивая транспорт и поддержку, но в основном используя к своей выгоде возможности, происходящие из этих войн. Четвёртый крестовый поход, первоначально задуманный для освобождения Иерусалима, в действительности повлек за собой захват Венецией Зары и Константинополя.
Каждая из морских республик имела в своем владении различные заморские территории, включая множество средиземноморских островов, в частности Сардиния и Корсика, территории в Адриатике, Эгейском, и Чёрном море (Крым), а также торговые поселения на Ближнем Востоке и в Северной Африке. Венеция выделялась среди прочих тем, что владела значительными землями в Греции, на Кипре, в Истрии и Далмации вплоть до середины XVII столетия.

## Происхождение и развитие
Экономический подъём в Европе около 1000 года, совместно с опасностями сухопутных торговых путей сделал возможным развитие главных торговых маршрутов вдоль средиземноморского побережья. Независимость, приобретенная некоторыми прибрежными городами предоставила им лидирующую роль в этом развитии. Эти города, страдая от набегов пиратов (в основном арабских), организовывали собственную защиту, создавая мощные морские флоты. Таким образом, в X и в XI века они оказались способны переключиться на наступательную стратегию, используя возможности, предоставленные соперничеством между морскими силами Византии и исламских государств и конкурируя с ними за контроль над торговыми маршрутами до Азии и Африки.

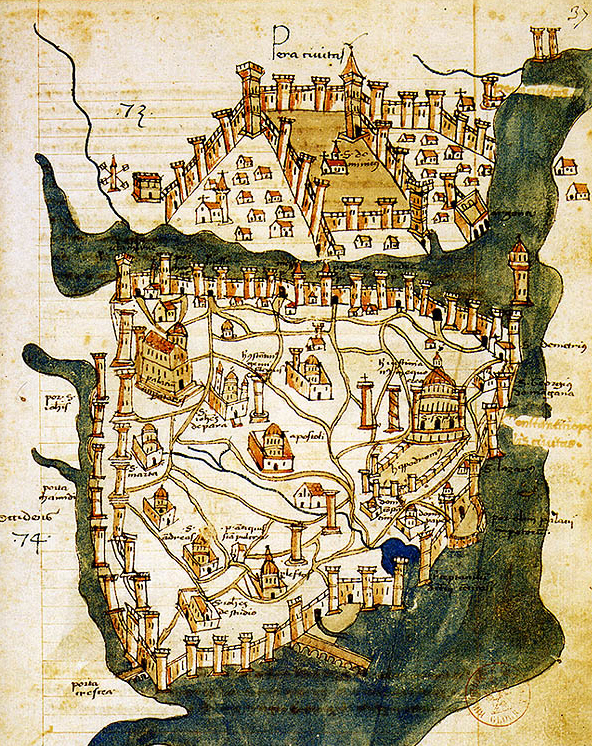
Карта Константинополя (1422) флорентийским картографом Кристофоро Буондельмонти, показывает (сильно укрупненно) торговый район Пера к северу от Золотого Рога, с полуостровом Константинополя на юге.

Независимые города формировали автономные республиканские правительства, выражавшие интересы класса купцов, составлявшего основу могущества этих городов. История морских республик переплетается как с европейской экспансией на восток, так и с происхождением современного капитализма как торговой и финансовой системы. Используя золотую монету, купцы итальянских морских республик начали заново развивать международную торговлю и взаиморасчеты. Технологический прогресс в навигации обеспечил существенную поддержку развитию купеческого капитала. Морские карты четырнадцатого и пятнадцатого столетий все принадлежали школам Генуи, Венеции и Анконы.
Крестовые походы предоставили возможности для экспансии. Они во все возрастающей степени полагались на итальянский морской транспорт, за который республики получали концессии на колонии, а также оплату наличными. Венеция, Амальфи, Анкона, и Дубровник были и до этого вовлечены в торговлю с Левантом, но с Крестовыми походами эта торговля значительно выросла: тысячи итальянцев из морских республик стекались в Восточное Средиземноморье и Чёрное море, создавая базы, порты и коммерческие поселения, известные как «колонии». Это были маленькие огороженные анклавы внутри города, часто просто одна улица, где управление происходило по законам итальянского города губернатором, назначенным из родного города, со своей церковью и магазинами с едой в итальянском вкусе. Эти итальянские торговые центры также оказывали существенное политическое влияние на местах: итальянские купцы организовывали сходные с гильдиями ассоциации, стремясь приобрести юридические, налоговые и таможенные привилегии от местных правительств. Возникли некоторые личные владения. Пера в Константинополе, вначале генуэзский, впоследствии (под османами) венецианский, был крупнейшей и наиболее известной итальянской торговой базой.
История различных морских республик сильно различалась, отражая их разную продолжительность жизни. Венеция, Генуя, Ноли и Дубровник существовали довольно долго, их независимость пережила Средневековье и продолжалась до начала современной эпохи, когда Италия и Европа были опустошены Наполеоновскими войнами. Некоторые республики сохраняли независимость до эпохи Возрождения: так, Пиза попала под главенство Флорентийской республики в 1406 году и Анкона была подчинена Папской области в 1532. Амальфи и Гаэта весьма быстро утратили свою независимость: первая в 1131 году и вторая в 1140 году, обе попали под власть норманнов.

### Амальфи

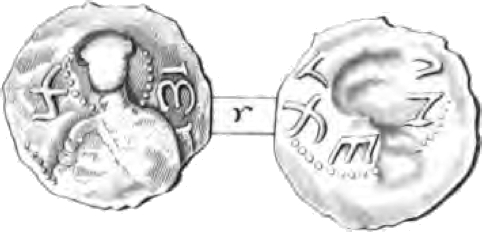
Монета, приписываемая Мансо I, Герцогу Амальфи, 958—1004

Амальфи, возможно, первая из морских республик, игравших заметную роль в истории, развила обширную торговлю с Византией и Египтом. Амальфийские купцы добились торговли в Средиземноморье от арабов и основали торговые базы в Южной Италии и на Среднем Востоке в X веке. Амальфийцы первыми создали колонию в Константинополе.
Одним из важнейших достижений Амальфийской республики является Морское право Амальфи, кодекс законов по морскому праву, который действовал в течение всех средних веков.

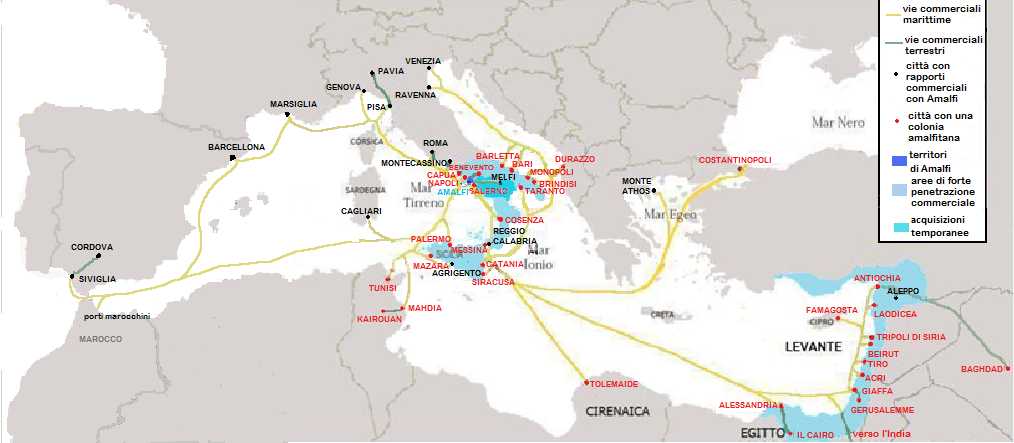
Экспансия Амальфи в период максимального расширения

С 1039 года Амальфи попадает под власть княжества Салерно. В 1073 году Роберт Гвискар захватил город, присвоив титул Dux Amalfitanorum («Герцог Амальфийцев»). В 1096 году Амальфи восстало и восстановило независимую республику, но было подавлено в 1101 году. Амальфи восстало вновь в 1130 году и было окончательно подавлено в 1131 году.
Амальфи было разграблено пизанцами в 1137 году, в момент ослабления от природных бедствий (мощных наводнений) и было присоединено к землям норманнов в южной Италии. С этого времени, Амальфи испытало сильный спад и утратило свою роль торгового центра Кампании в пользу Неаполитанского герцогства.

### Пиза

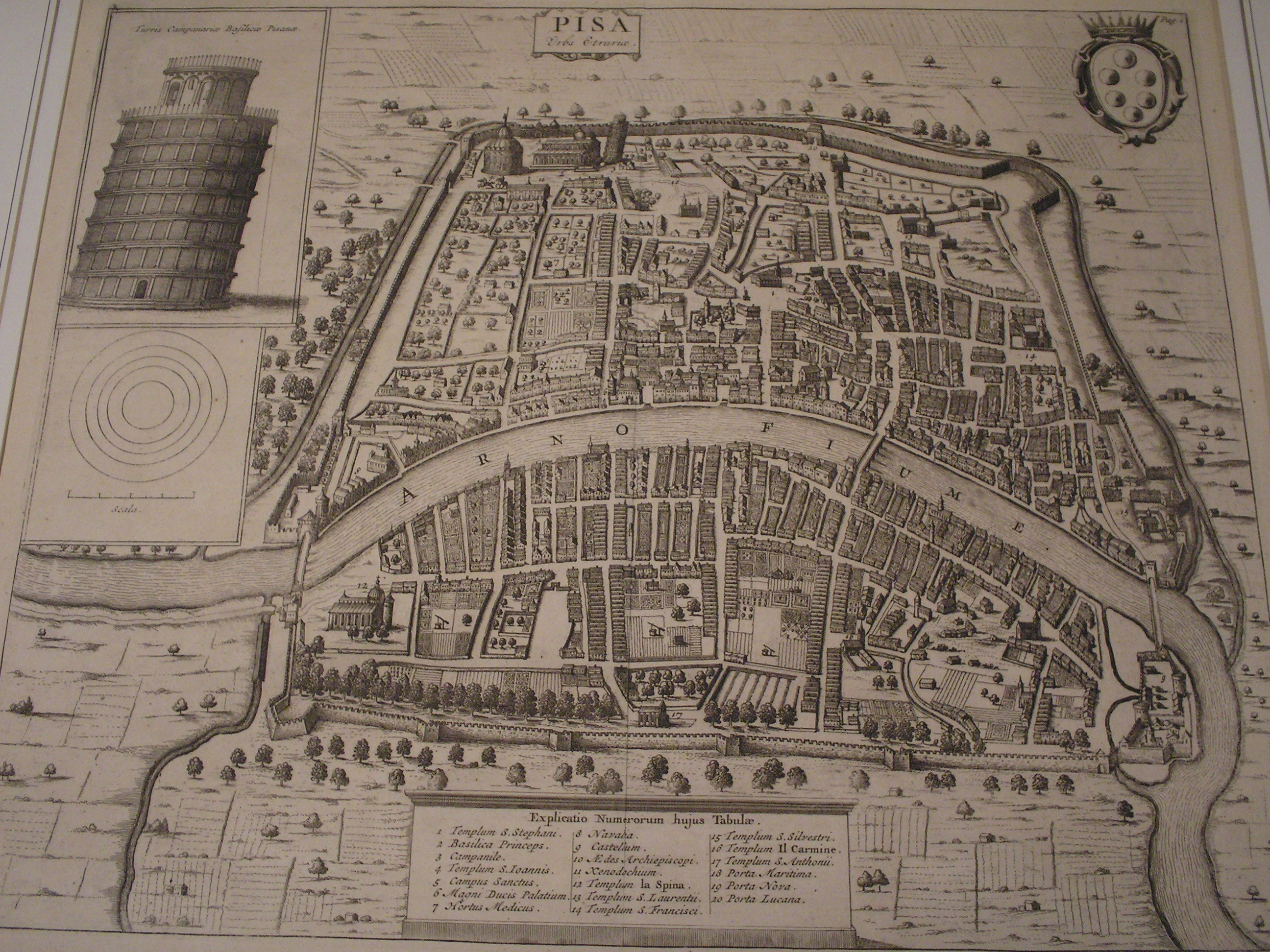
Древняя карта Пизы

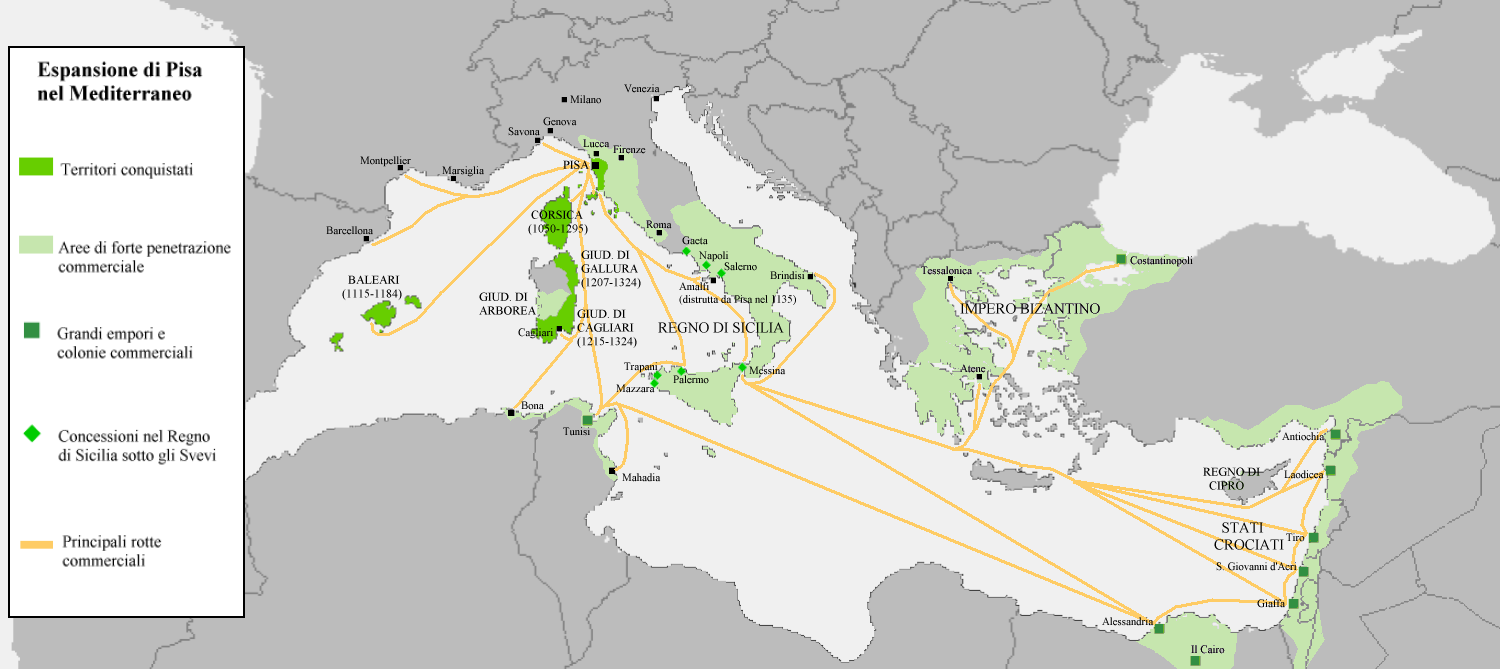
Торговая и территориальная экспансия Пизанской республики (XII век) — торговые маршруты, колонии и склады

В 1016 году союз Пизы и Генуи одержал победу над сарацинами, завоевал Корсику и приобрел контроль над Тирренским морем. Веком позже они освободили Балеарские острова в ходе экспедиции, которая прославляется в эпических поэмах Gesta triumphalia per Pisanos и Liber Maiorichinus, сочиненных в 1113—1115 годах.
Пиза, в то время имеющая выход к морю с устья Арно, достигла вершины своего могущества между XII и XIII столетиями, когда её корабли контролировали западное Средиземноморье. Соперничество между Пизой и Генуей обострялось в ходе XII века и привело к морской битве при Мелории (1284), которая ознаменовало начала заката Пизы; Пиза отказалось от своих требований на Корсику и уступила часть своих владения на Сардинии Генуе в 1299 году.
Далее, арагонское завоевание, начавшееся в 1324 году, оставило тосканский город без контроля над юдикатами Кальяри и Галлура. Пиза сохраняла свою независимость и контроль над побережьем Тосканы до 1409 года, когда она была присоединена к Флоренции.

### Генуя

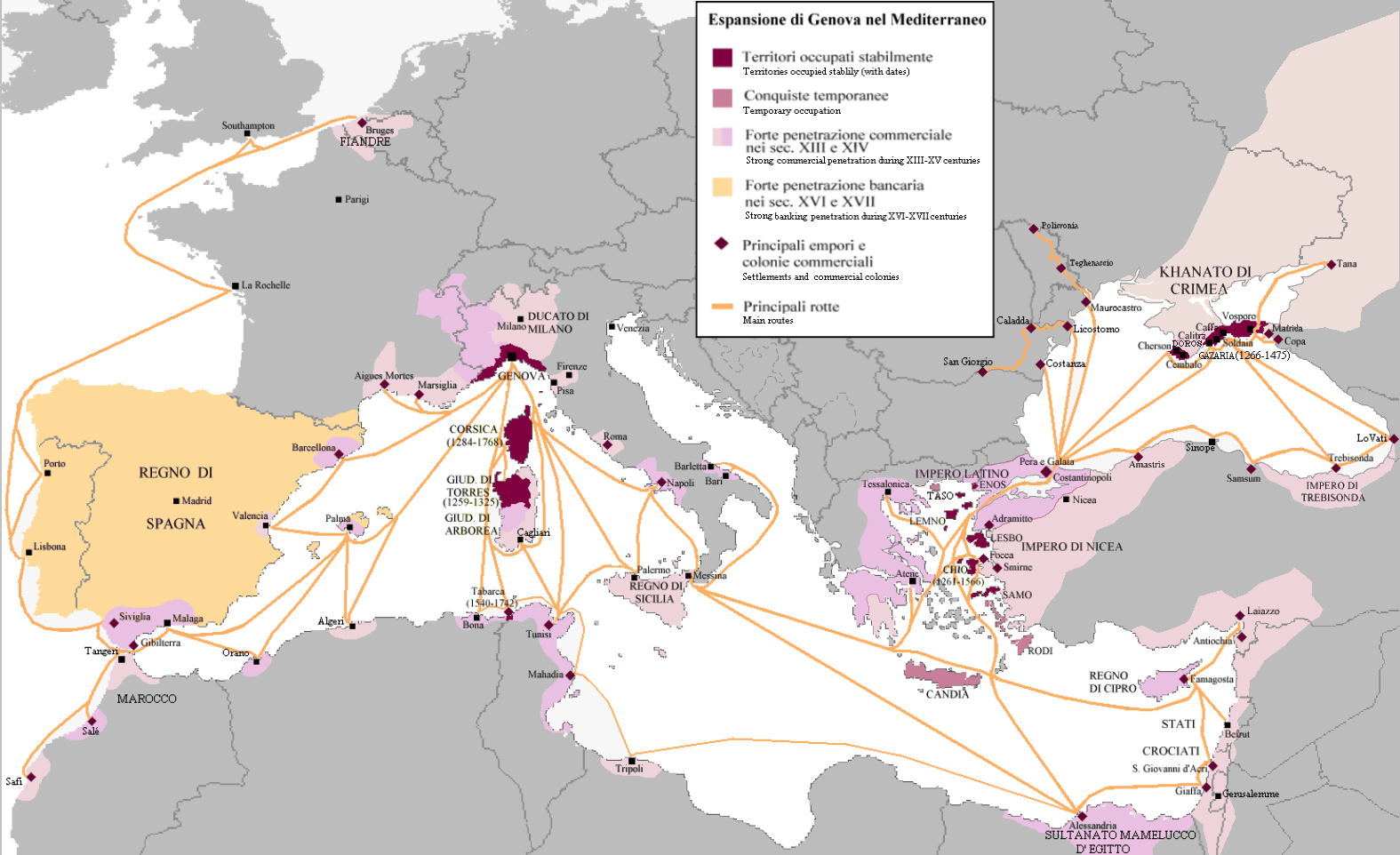
Генуэзская экспансия в Средиземноморье

Генуя начала приобретать автономию от Священной Римской империи около 1096 года, став самостоятельным городом-коммуной и приняв участие в Первом крестовом походе. Первоначально называлась Compagna Communis (Коммуна Компагна), обозначение республика стало официальным в 1528 году по инициативе адмирала Андреа Дориа.
Союз с Пизой позволил освободить западную часть Средиземноморья от сарацинских пиратов, завоевать Корсику, Балеарские острова и Прованс.
Формирование Compagna Communis, собрание всех городских торговых ассоциаций (compagnie), также включающих родовитых аристократов окружающих долин и побережья, окончательно ознаменовало рождение генуэзского правительства.
Богатство города возросло значительно в ходе Первого крестового похода: его участие принесло огромные привилегии для генуэзских коммун, которые были основаны во многих местах Святой земли. Вершина генуэзских успехов была достигнута в XIII веке с заключением Нимфейского договора (1261) с императором Византии Михаилом VIII Палеологом. Взамен помощи при возвращении Константинополя, договор вел к изгнанию венецианцев с проливов, ведущих к Чёрному морю, которое быстро стало Генуэзским морем.[прояснить] Вскоре после этого, в 1284 году, Пиза была окончательно побеждена в битве при Мелории.

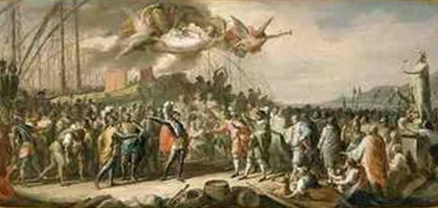
Триумф генуэзского адмирала Ламба Дориа в сражении при Курцоле — работа Фиделе Фишетти

В 1298 году генуэзцы разбили венецианский флот около острова Курцоле в Далмации. В ходе столкновения был пленен венецианский дож и Марко Поло, который во время своего заключения в Палаццо Сан-Джорджо продиктовал историю своих путешествий своему сокамернику Рустикелло из Пизы. Генуя оставалась относительно сильной до последнего серьёзного столкновения с Венецией, Войны Кьоджи в 1379 году. Она закончилась победой венецианцев, которые в конце концов восстановили господство над торговлей с Востоком.
После несчастливого XV века, отмеченного чумой и иностранным владычеством, город восстановил самоуправление в 1528 году за счет усилий Андреа Дориа. В течение следующего века Генуя стала главным банкиром испанских монархов, получая огромные барыши, которые позволили старым семьям патрициев сохранять своё могущество в течение длительного времени. Однако республика была независима только юридически, так как она часто попадала в зависимость от могущественных соседей, в первую очередь от Франции и Испании, также от Австрии и Савойи. В конце концов она была подчинена Наполеоном в 1805 году и присоединена к Сардинскому королевству в 1815 году, что разрушило экономику и вызвало эмиграцию лучших рабочих и большинства сельского населения на американский континент.

### Венеция

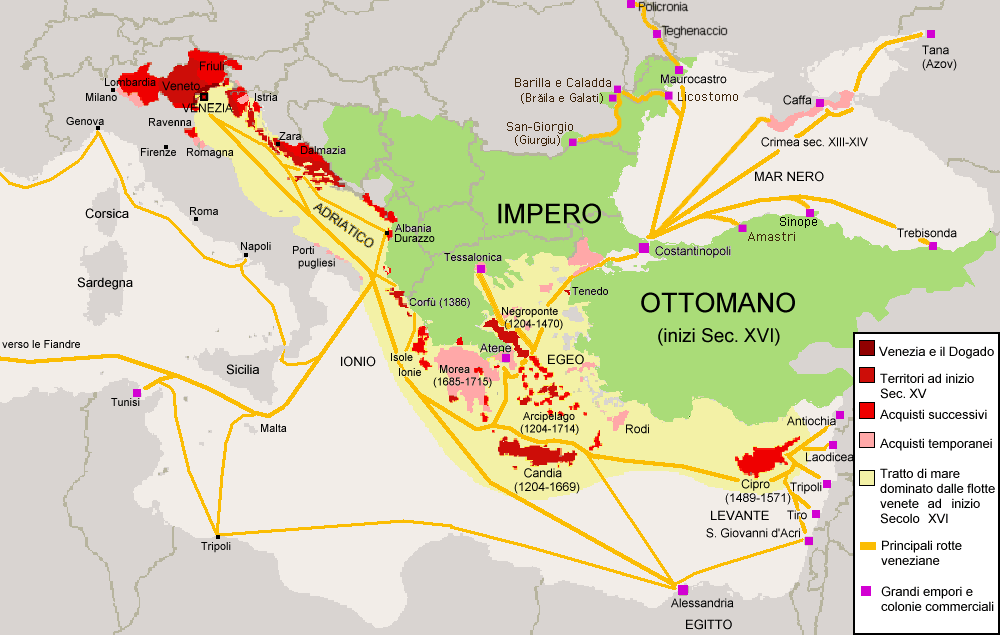
Владения Венецианской республики в XV и XVI веках

Республика Венеции, также известная как La Serenissima (наиболее безмятежная), возникла в 421 году как результат развития торговых сношений с Византийской империей, частью которой она некогда формально являлась (хотя и со значительной степенью независимости). Венеция оставалась союзником Византии в сражениях против арабов и норманнов.
Около 1000 года Венеция начала свою экспансию в Адриатическом море, побеждая пиратов, оккупировавших берега Истрии и Далмации и захватывая данные регионы и важнейшие города под свой контроль. В начале XIII века город достиг пика своего могущества, господствуя на торговых маршрутах по Средиземноморью и с Востоком. Во время Четвёртого Крестового похода (1202—1204) его флот решительно захватывал острова и наиболее важные прибрежные города Византийской империи. Захват важнейших портов островов Корфу (1207) и Крит (1209) предоставил Венеции торговые возможности, достигавшие Сирии и Египта, конечные пункты тогдашних торговых маршрутов. До конца XIV столетия Венеция стала одним из богатейших государств Европы. Его господство в восточном Средиземноморье в позднейшее время было оспорено экспансией Османской империи, несмотря на выдающуюся победу в Битве при Лепанто в 1571 году над турецким флотом, одержанную Священной лигой.

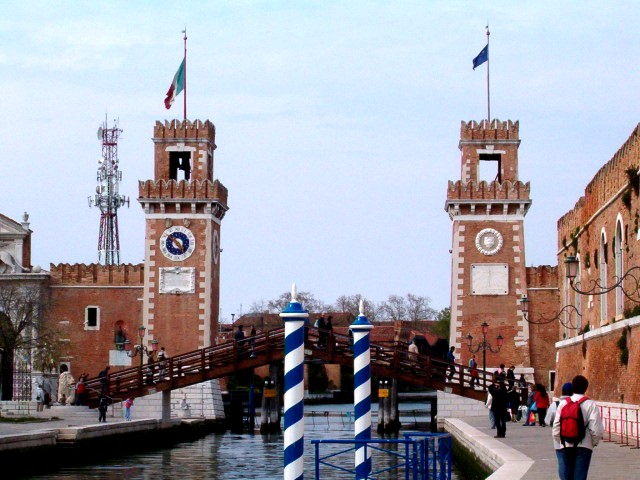
Венецианский арсенал

Венецианская республика проводила сильную экспансию и в своей метрополии. Она стала наиболее обширной из морских республик а также была наиболее сильным государством Северной Италии до 1797 года, когда Наполеон вторгся в Венецианский залив и захватил Венецию. Город был под контролем французов и австрийцев в течение следующего полувека, перед тем как на короткое время обрести независимость во время революции в 1848. Австрийское господство возобновилось годом позже и продолжалось до 1866, когда Венеция перешла в состав Итальянского королевства.

### Анкона

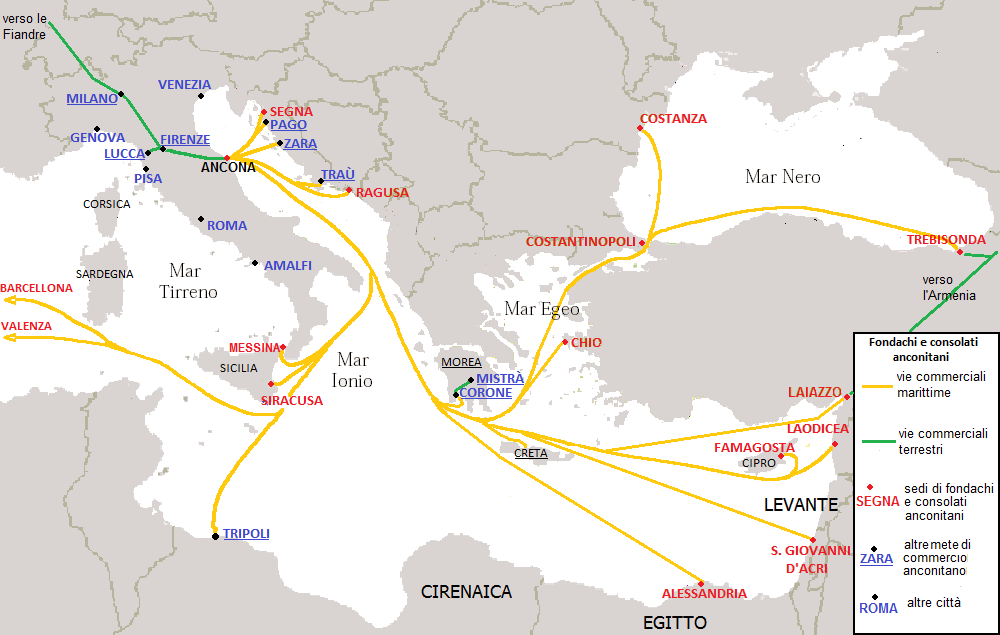
Торговые пути, склады и консульства морской Анконской республики

Включенная в Папскую область c 774, Анкона попала под влияние Священной Римской империи около 1000 года, но постепенно приобретала автономию, чтобы стать полностью независимой коммуной в XII веке. Её девиз был: Ancon dorica civitas fidei; её монета с agontano.
Хотя и до некоторой степени ограниченная превосходством Венеции на море, Анкона была заметной морской республикой в связи с её экономическим развитием и преимуществами в торговле, в особенности с Византийской империей. Она пользовалась отличными взаимоотношениями с Венгерским королевством и было в союзе с Дубровницкой республикой. Несмотря на связь с Византией, город также поддерживал хорошие взаимоотношения с Турками, что позволяло ему быть главными воротами в центральной Италии на Восток. Склады Анконской республики были постоянно в работе Константинополе, Александрии и других византийских портах, в то время как работа с товарами, привозимыми сухопутным путём (в особенности текстиля и специй) попало в руки купцам Лукки и Флоренции.

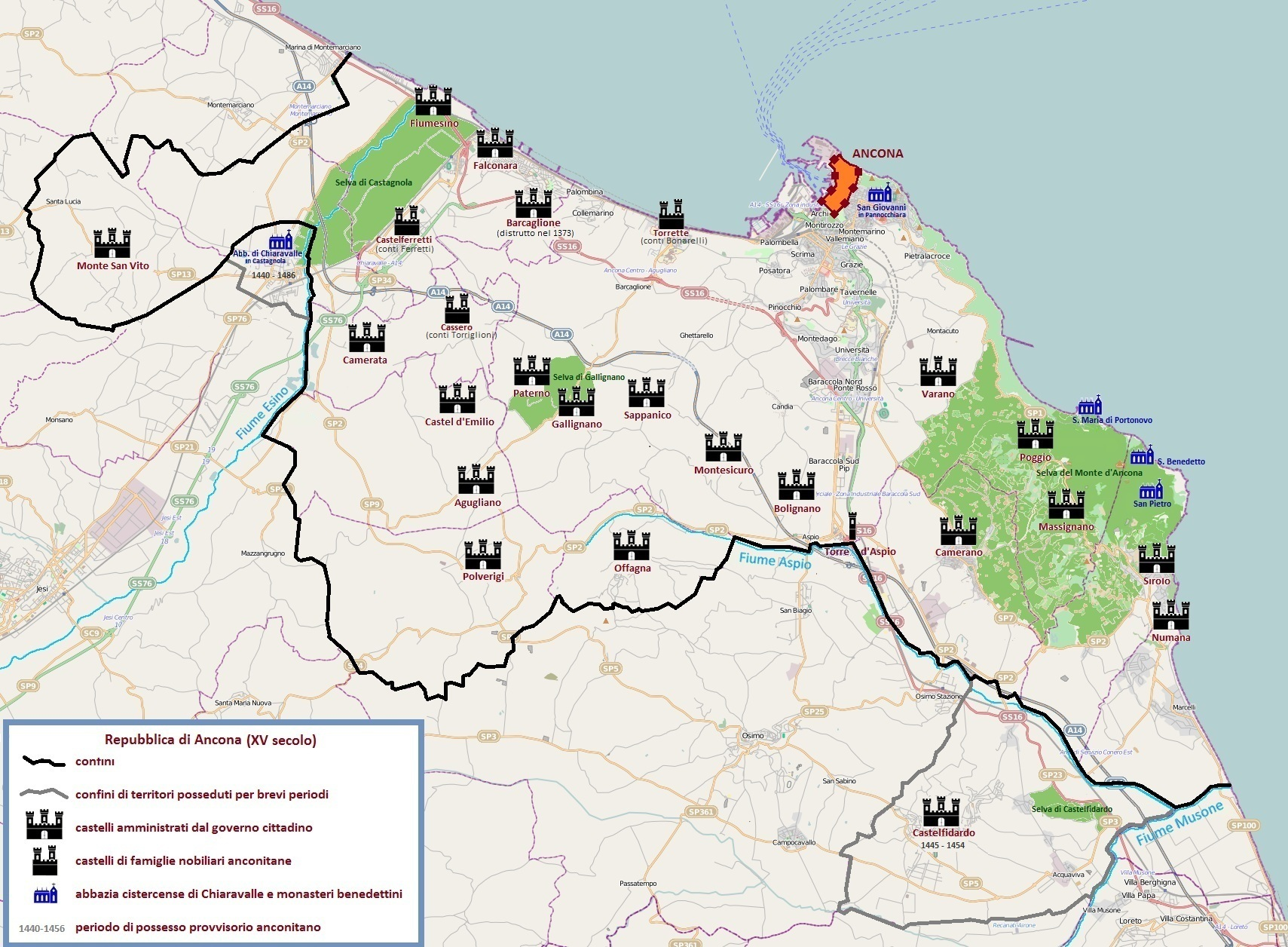
Границы и замки Анконской республики в XV веке

В области искусства, Анкона была одним из центров так называемого Адриатического Возрождения, того особенного стиля возрождения, который распространился в Далмации, Венеции и Марке, характеризующегося переоткрытием классического искусства и несомненной преемственностью с готическим искусством. Морской картограф Грациозо Бенинкаса родился в Анконе, так же как и путешественник-археолог Кириак, которого называли «отец древности». Он открыл для современников существование Парфенона, the Пирамид, Сфинкса и других знаменитых античных монументов, которые считались разрушенными.
Анкона долждна была постоянно обороняться от замыслов как Священной Римской Империи, так и папства. Она никогда не нападала на другие морские города, но всегда оборонялась. В обороне она преуспевала до 1532 года, когда папа Климент VII приобрел контроль над городом политическими методами.

### Дубровник

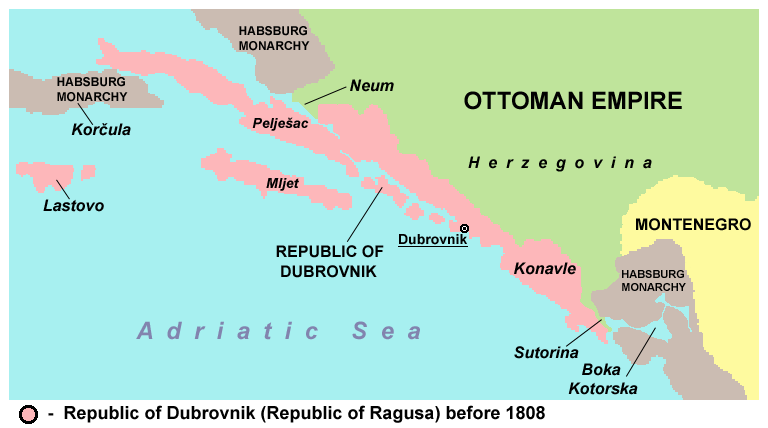
Дубровницкая республика до 1808

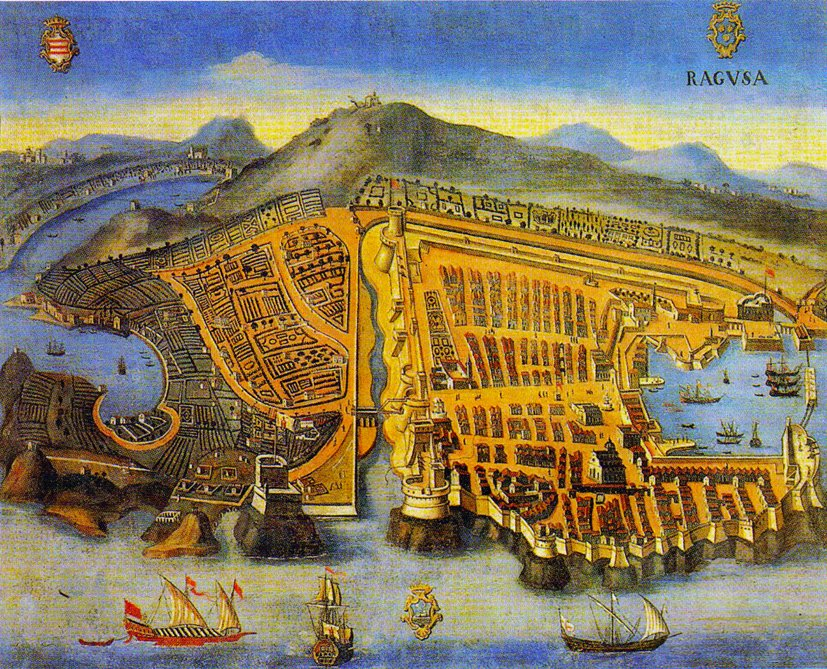
Изображение Дубровника в 1667

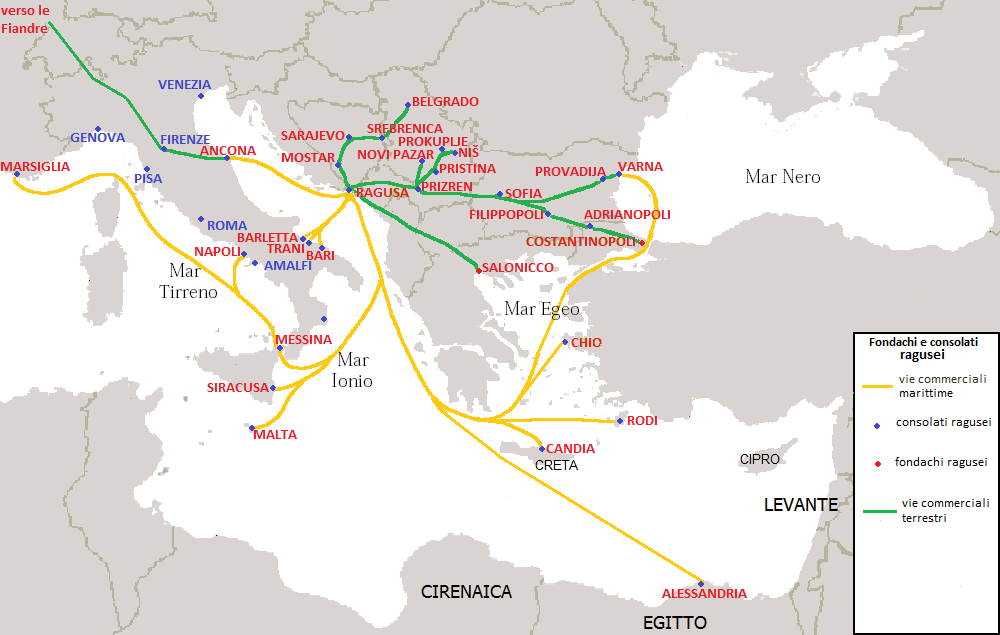
Торговые пути, места консульств и склады Дубровницкой республики в начале XVI века

В первой половине VII века Дубровник начал развивать активную торговлю с восточным Средиземноморьем. С XI века он заявил о себе как морской и торговый город, в особенности на Адриатике. Первый коммерческий контракт известен с 1148 года и подписан с городом Мольфетта, но другие города последовали за ним в последующие десятилетия, включая Пизу, Термоли и Неаполь.
После падения Константинополя в 1204 во время Четвёртого Крестового похода, Дубровник попал под контроль Венецианской республики, от которой он унаследовал большинство своих институтов. Правление Венеции длилось полтора столетия и определило структуру управления будущей республики, с возникновением Сената в 1252 году и принятием Дубровницкого кодекса 9 мая 1272 года. В 1358 году, в результате войны с Венгерским королевством, Задарский договор вынудил Венецию отказаться от её владений в Далмации. Дубровник добровольно перешёл в зависимость от Королевства Венгрия, получив право на самоуправление в обмен на помощь с флотом и выплату ежегодной дани. Дубровник был укреплен и снабжен двумя портами. Самоназвание «коммуна» сменилось на «республика» в 1403 году.
Основывая своё процветание на морской торговле, Дубровник получил преобладающее влияние в Южной Адриатике и начал конкурировать с Венецианской республикой. В течение нескольких столетий Дубровник был союзником Анконы, другого конкурента Венеции в Адриатике. Этот альянс сделал возможным для двух городов на противоположных берегах Адриатике сопротивляться стремлению Венеции сделать Адриатику «Венецианским озером», что дало бы Венеции прямой либо косвенный контроль над всеми портами в этом море. Венецианские торговые маршруты шли через Германию и Австрию; Анкона и Дубровник выработали альтернативные маршруты, идущие на запад от Дубровника через Анкону до Флоренции и далее во Фландрию.

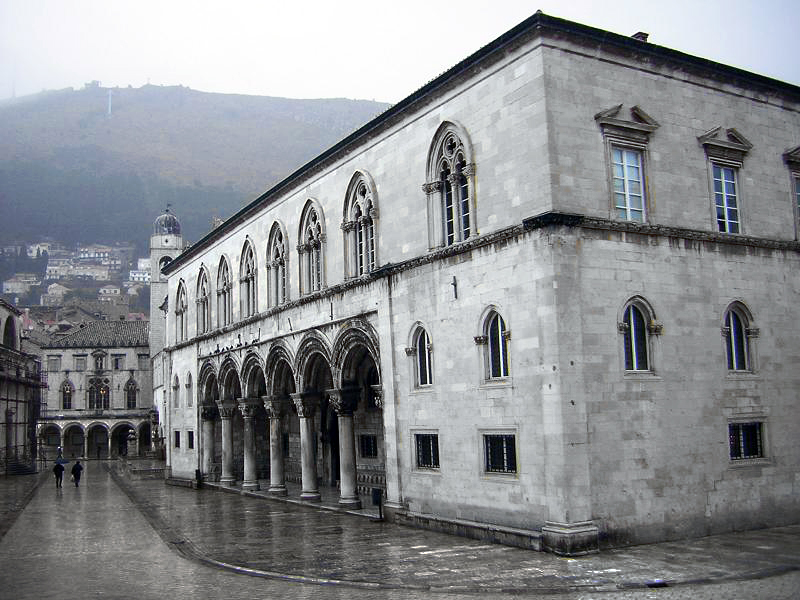
Княжеский дворец и, позади, Дворец Спонца

Дубровник являлся воротами на Балканский полуостров и на Восток, местом для торговли металлом, солью, специями и киноварью. Он достиг своей высшей точки в период между XV и XVI веками, благодаря налоговым льготам для доступных товаров. Его социальная структура была жесткой, низшие классы не играли никакой роли в его правительстве, но он являлся передовым в других отношениях: в XIV веке здесь открылась первая аптека, а вскоре — приют для неизлечимо больных; в 1418 году была отменена работорговля.
Когда Османская империя начала наступление на Балканы и Венгрия была побеждена в битве при Мохаче в 1526 году, Дубровник был формально подчинен османским султанам. Он обязался выплачивать им символическую ежегодную дань, что позволило ему сохранять независимость на деле.
В XVII веке наблюдался медленный закат Дубровницкой республики, в основном из-за землетрясения в 1667, которое разрушило большую часть города. Считается, что от землетрясения было около 5000 жертв, включая Ректора республики Симонэ де Шеталди. Город был быстро восстановлен за счет Папы и королей Франции и Англии, что сделало его жемчужиной урбанизма XVII столетия, и дало Республике короткий период возрождения. Пожаревацкий мир в 1718 году предоставил ей полную независимость, но повысил величину тарифа за право торговли до уровня 12 500 дукатов.
Австрия захватила Дубровницкую республику 24 августа 1798 года. По Пресбургскому миру 1805 года город отходил к Франции. В 1806 году, после месячной осады, город сдался французам. Республика была окончательно упразднена приказом генерала Огюста Мармона 31 января 1808 года и была присоединена к наполеоновским Иллирийским провинциям.

## Взаимоотношения
Взаимоотношения между морскими республиками зависели от их коммерческих интересов, и часто выражались в политических и экономических соглашениях, нацеленных на раздел прибыли от торговых маршрутов или взаимное невмешательство. Но конкуренция за контроль над торговыми маршрутами на Восток и в Средиземноморье часто разжигало вражду, которая не могла быть разрешена дипломатическим путём. По этой причине между морскими республиками наблюдались и серьёзнейшие столконвения.

### Пиза и Венеция

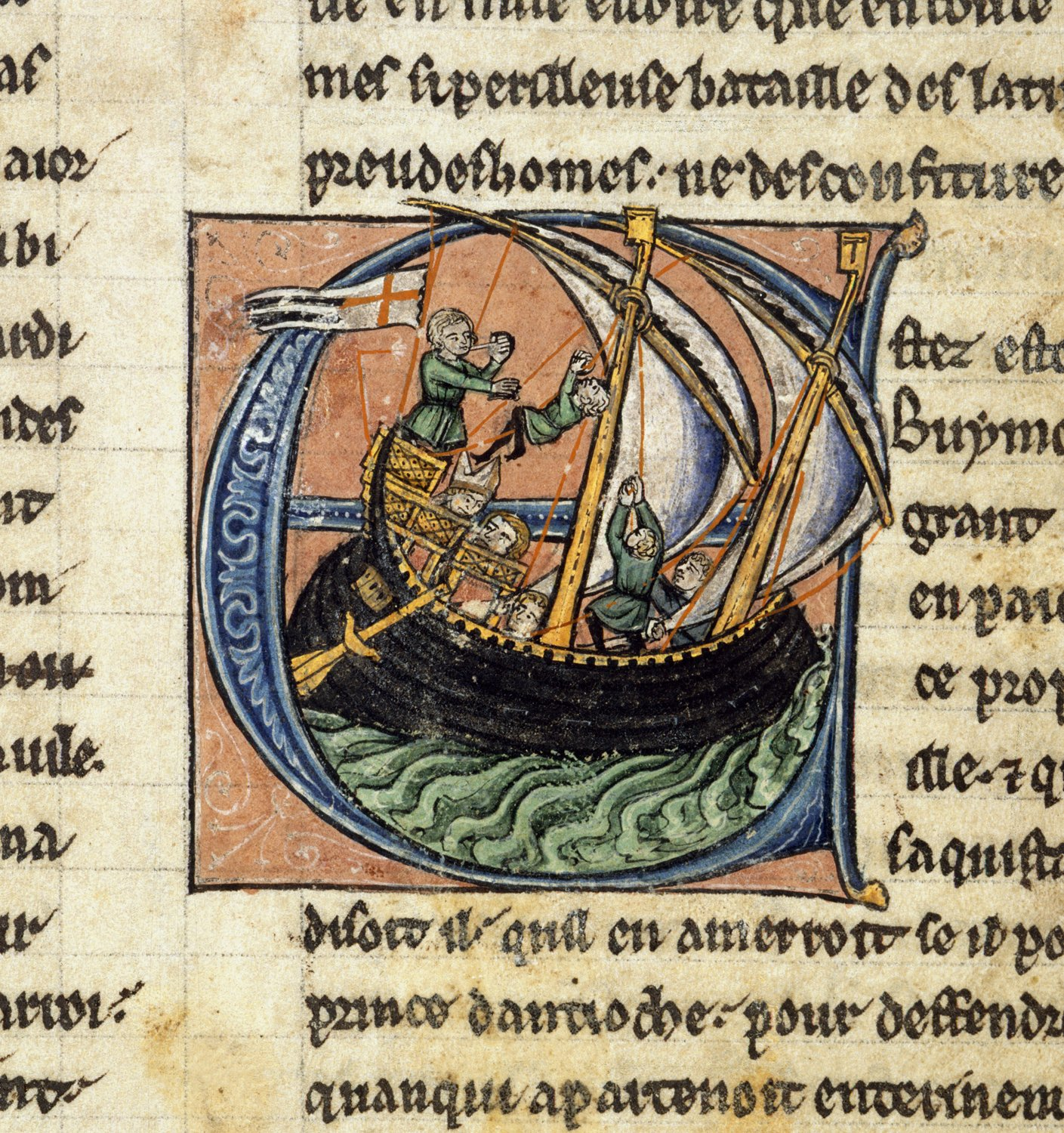
Даимберт Пизанский плывущий на корабле с георгиевским крестом

К концу XI столетия по инициативе Папы Урбана II при поддержке речей Петра Амьенского начался Первый крестовый поход на Святые земли. Венеция и Пиза приняли участие в нём практически одновременно, и вскоре начали соперничать. Венецианская морская флотилия епископа Евгения Контарини столкнулась с пизанским флотом архиепископа Даимберта в водах поблизости Родоса. Пиза и Венеция поддерживали Осаду Иерусалима армией Готфрида Бульонского. Пизанские силы удержались на Святой земле. Даимберт стал католическим Патриархом Иерусалима и короновал Готфрида Бульонского, первого христианского короля Иерусалима. Венеция, напротив, вскоре прекратила своё участие в Первом крестовом походе, возможно потому что её интересы в основном лежали в установке баланса влияния Пизы и Генуи на Востоке.
Взаимоотношения между Пизой и Венецией не всегда характеризовались соперничеством и антагонизмом. В течение столетий, две республики подписали несколько договоров, касающихся раздела зон влияния и активности, чтобы не мешать друг другу. 13 октября 1180 года Дож Венеции и представитель консулов Пизы подписали соглашение об обоюдном невмешательстве в адриатические и тирренские взаимоотношения, в 1206 году Пиза и Венеция заключили договор, по которому они подтвердили соответствующие зоны влияния. Между 1494 и 1509 годами, во время осады Пизы Флоренцией, Венеция пришла на помощь пизанцам, следуя своей политике защиты итальянской территории от иностранных интервенций.

### Венеция и Генуя
Взаимоотношения между Генуей и Венецией почти всегда были враждеными, как в экономическом, так и в военном смысле. До начала XIII века враждебность ограничивалась редкими актами пиратства и отдельными стычками. В 1218 году Венеция и Генуя подписали соглашение об окончании пиратства и защите друг друга. Были подтверждены права Генуи на торговлю в восточных имперских землях, новом и прибыльном рынке.

#### Война святого Саввы и конфликт 1293—1299 годов

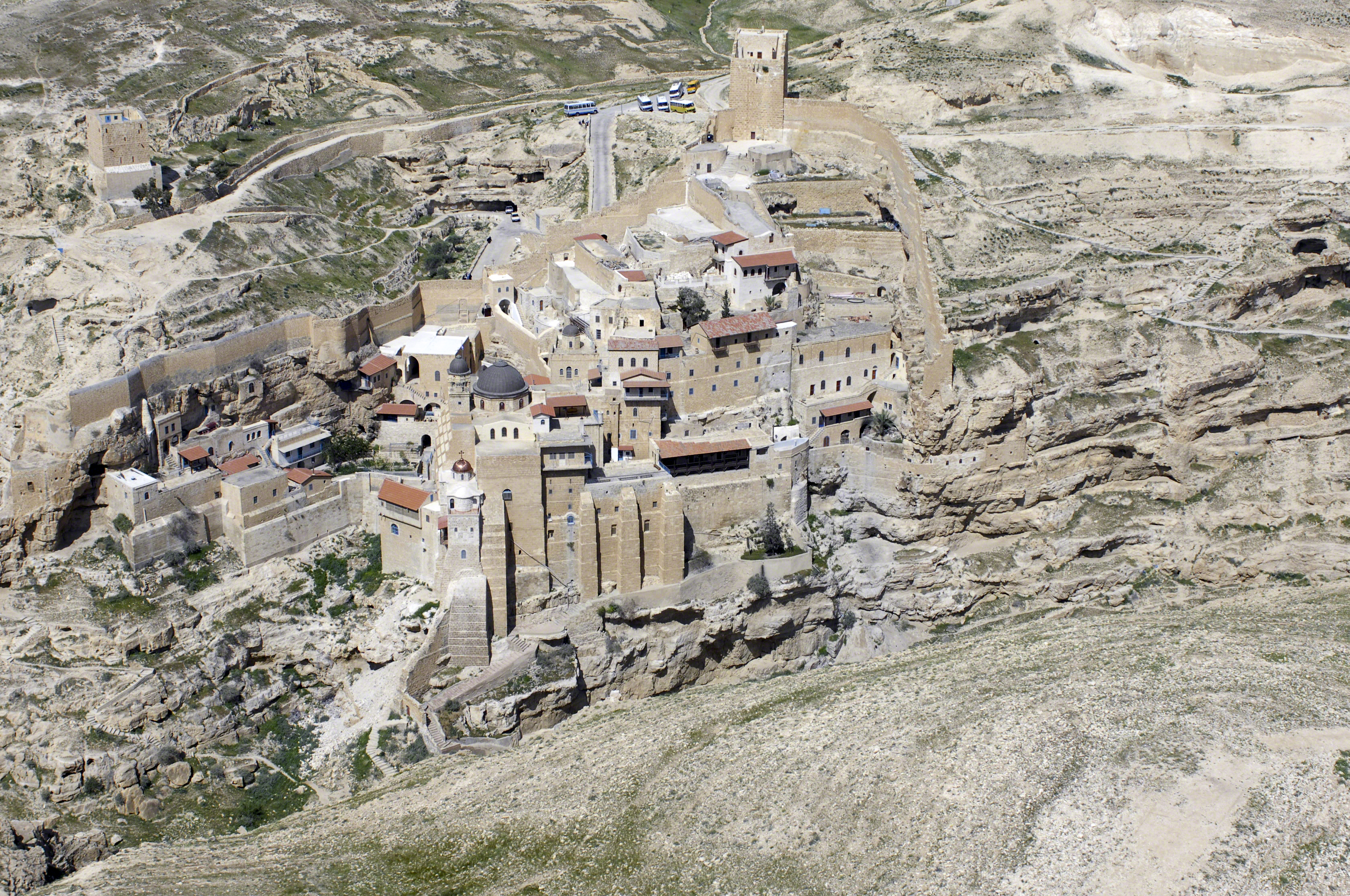
Вид с воздуха на Лавру Саввы Освященного в Палестине

Конфликт между двумя республиками перешёл в кровопролитный кризис во время войны в Акре, которая началась за владение монастырем святого Саввы. Генуэзцы захватили его в 1255 году, начав враждебные действия с разграбления венецианских владений и разрушеня корабельных доков. Венецианцы сперва заключили союз с Пизой в связи с общими интересами в Сирии и Палестине, но затем контратаковали, разрушив укрепленный монастырь. Бегство генуэзцев и барона Филиппа де Монфора, правителя христианского княжества в Сирии, завершило первую фазу карательной экспедиции.
Всего годом позже, три морских силы столкнулись в неравном сражении в водах вблизи Акры. Почти все генуэзские галеры были потоплены и 1700 солдат и матросов было убито. Генуэзцы ответили новым альянсом. Власть в Никейской империи была узурпирована Михаилом VIII Палеологом, который стремился вернуть земли, когда-то принадлежавшие Византийской империи. Его экспансионистские планы устраивали Геную. Никейский флот и армия завоевали и оккупировали Константинополь, вызвав коллапс Латинской империи в Константинополе менее чем через шесть лет после её создания. Генуя заменила Венецию в торговой монополии с территориями Чёрного моря.
В этот период конфликт между Генуей и Венецией закончился сражением при Курцоле 1298 года, выигранном Генуей, в котором Марко Поло и венецианский адмирал Андреа Дандоло были взяты в плен. Чтобы избежать позора прибытия в Геную в кандалах, Дандоло совершил самоубийство, разбив свою голову о весло, к которому он был прикован. Годом позже республики подписали мирный договор в Милане.

#### Война Кьоджи

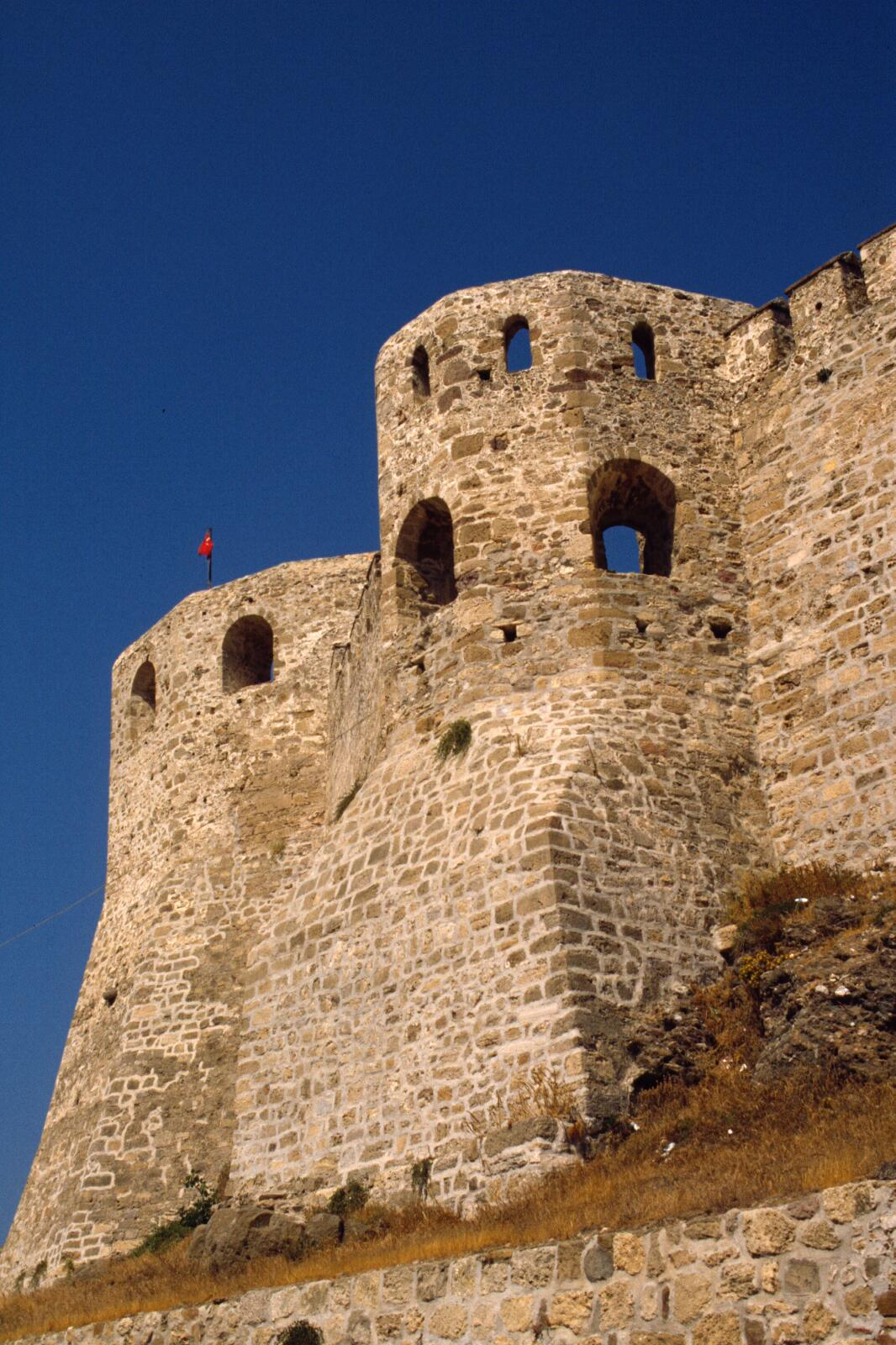
Часть венецианских укреплений на острове Тенедос, сейчас принадлежащем Турции

Ближе к концу XIV века Кипр был оккупирован Генуей и управлялся синьорией Петра II. В то же время меньший по размерам остров Тенедос, важный порт по пути к Босфору и Чёрному морю, был уступлен Андроником IV Генуе вместо уступок его отца Иоанна V Венеции. Эти два события ускорили возобновление враждебных действий между двумя морскими республиками, распространившими своё влияние с востока на запад Средиземноморья.
Конфликт получил название Война Кьоджи, потому что венецианцы, после первоначального успеха, были побеждены генуэзцами в Пуле, которые захватили Кьоджу и осадили Венецию. Венецианцы построили новый флот и в свою очередь осадили генуэзцев в Кьодже, вынудив их сдаться в 1380. Война окончилась в пользу Венеции Туринским миром 8 апреля 1381 года.
Захват Константинополя османами Мехмеда II 29 мая 1453 года положил конец одиннадцати векам Византийской империи. Это событие вызвало большое волнение, вдохновившее папу Николая V планировать крестовый поход. Для выполнения своей идеи, папа выступил посредником между двумя коалициями, продолжавшими сражаться в Тоскане и Ломбардии. Козимо Медичи и Альфонсо V Арагонский вступили в Итальянскую лигу, совместно с папой Николаем, с Франческо Сфорца в Милане и с Венецией.
В то время как папы Каликст II и Пий II пытались внедрить идею своего предшественника и агитировали государства Итальянской лиги и прочие силы Европы принять участие в крестовом походе, османы захватили множество колоний Генуи и Венеции. Эти события показали превосходство военной и морской силы османов в восточном Средиземноморье и вынудили две итальянские морские республики искать другие пути развития. Генуя нашла свой путь в развитии международных финансов, Венеция — в сухопутной экспансии.

#### Сухопутные сражения и присоединение к Священной лиге

Битва при Лепанто на картине из Национального морского музея, Гринвич, Лондон

Около середины XV столетия, Генуя вошла в тройственный союз с Флоренцией и Миланом, с Карлом VII во главе. В это время Венеция была на стороне Альфонсо V Арагонского, который захватил трон Неаполя. В связи с соперничеством между итальянскими государствами, были сформированы две мощные коалиции, и иностранное вмешательство в дела полуострова постоянно нарастало.
Чтобы противостоять османам, Венеция и Генуя в XVI веке отложили свои разногласия в стороны и присоединились к Священной лиге созданной Пием V.
Большая часть христианского флота состояла из венецианских кораблей, около 100 галер. Генуэзцы плыли под испанскими флагами, так как Генуэзская республика сдала в аренду свои корабли Филиппу II. Внушительный флот Лиги соединился в Коринфском заливе для боя с турецким флотом под командованием Али-паши Муэдзинзаде. Битва при Лепанто шла с полудня 7 октября 1571 года до следующего рассвета и окончилась победой христианской Лиги.

### Генуя и Пиза
В первый период времени эти две морские республики, расположенные рядом друг к другу в Тирренском море, действовали совместно против экспансии арабов. Однако впоследствии они соперничали за преобладание в западном Средиземноморье.

#### Союз против арабов

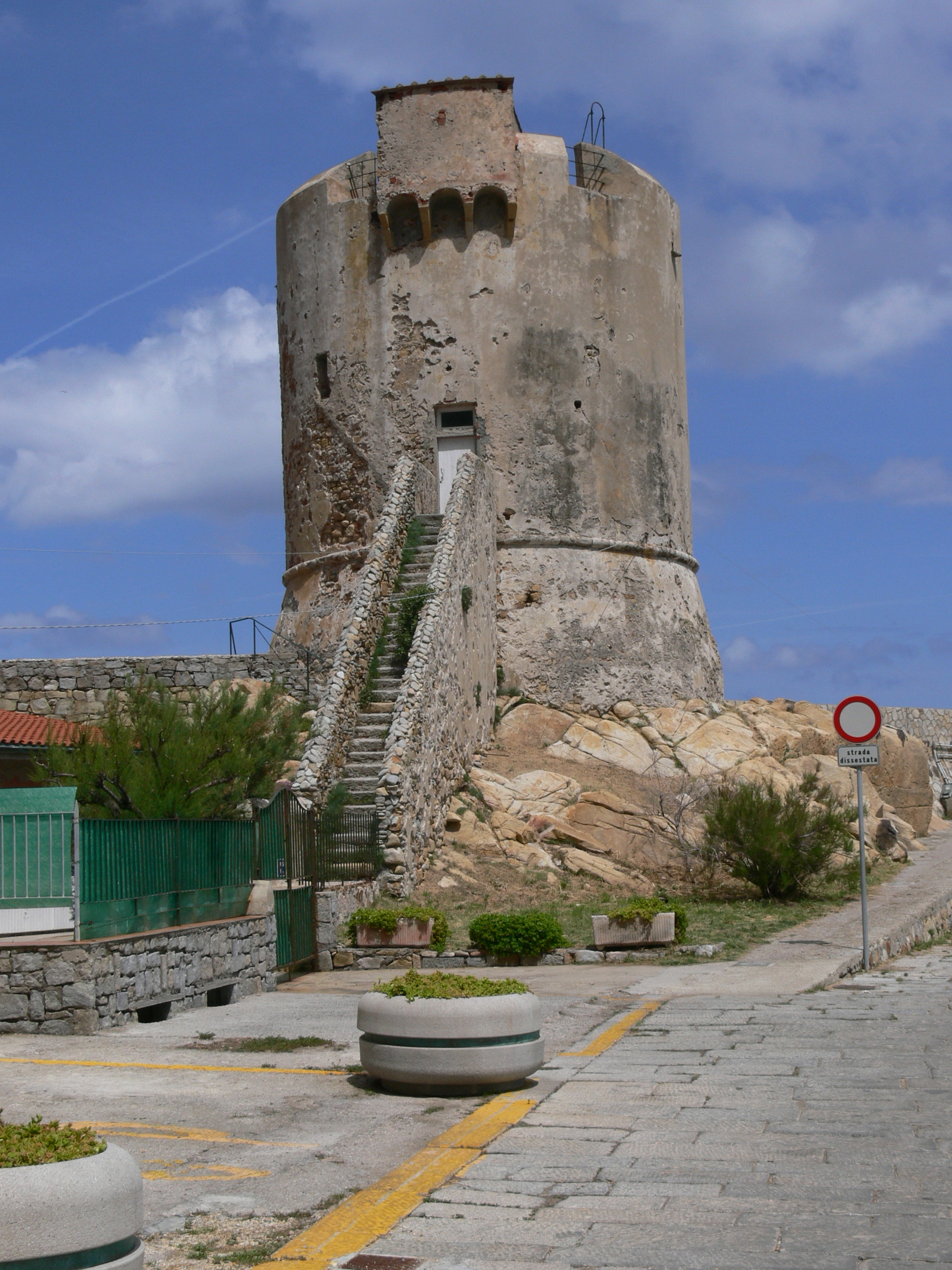
Смотровая башня в Марчана-Марина, Эльба, построенная Пизанской республикой для обороны от сарацинских пиратов

В начале второго тысячелетия мусульманские армии достигли Сицилии, и пытались завоевать Калабрию и Сардинию. Для противодействия им Пиза и Генуя соединили силы для изгнания арабского флота с побережья Сардинии, где арабы имели поселения в период с 1015 по 1016, угрожая выживанию сардинских юдикатов. После того, как освобождение от арабов было достигнуто, разгорелись споры за контроль над завоеванными территориями. Из-за недостаточности доступных сил союз был не в состоянии оккупировать территорию большого тирренского острова надолго.
Споры, в том числе вооруженные, были отставлены в сторону в 1087 году, когда республики вновь объединились, чтобы воевать против общего врага. Летом этого года мощный флот, составленный из двухсот галер из Генуи и Пизы, с добавлением нескольких галер из Гаэты, Салерно и Амальфи, осуществил плавание до средиземноморского побережья Африки. Флот осуществил успешное нападение на Махдию 6 августа 1087 года. 21 апреля 1092 года папа возвел архиепархию Пизы в ранг митрополии и подчинил епископа Корскики его руководству.
Именно этот победоносный поход убедил папу Урбана II, что широкомасштабный крестовый поход для освобождения Святой земли мог бы быть успешным. Около 1110 года папа Пасхалий II обратился с просьбой к Пизе и Генуе организовать крестовый поход в западном Средиземноморье. Поход был весьма успешным и освободил Балеарские острова от мусульман. В качестве знака благодарности, папа даровал множество привилегий двум республикам. Архиепископ Пизы был пожалован приоритетом над Сардинией, вдобавок к Корсике.

#### Первая война между Пизой и Генуей
Пожалования папы архиепископу Пизы сильно повысили славу тосканской республики в Средиземноморье, но в то же время возбудили зависть Генуи, которая вскоре переросла в конфликт. В 1119 году Генуэзцы атаковали несколько пизанских галер, начав тем самым кровавую войну на море и на суше. Она длилась до 1133 года, прерываясь несколькими перемириями, которые иногда соблюдались, иногда нарушались. Столкновения пришли к концу разделением власти над корсиканской епархией между двумя городами.

#### Вторая война
Когда император Фридрих I Барбаросса прибыл в Италию для борьбы с итальянскими городами, Генуя предоставила поддержку имперскому начинанию, хотя и с некоторыми оговорками, в то время как Пиза обусловила свою поддержку участием императора в осаде Милана. В 1162 и 1163 годах Фридрих даровал Пизе крупные привилегии, такие как контроль над тирренским побережьем вплоть до Чивитавеккьи.
Это подхлестнуло возмущение и соперничество Генуи, которые вновь переросли в открытое столкновение. Конфликт прерывался на время четвёртого нападения Фридриха на Италию, чтобы возобновиться вскоре после его ухода. Мир был подписан 6 ноября 1175 года с возвращением императора Священной римской империи в Италию. Соглашение было в пользу Генуи, расширившей свои заморские территории. Пиза и Генуя приняли участие в кампании под руководством преемника Фридриха, Генриха VI против Сицилии.

#### Поражение Пизы

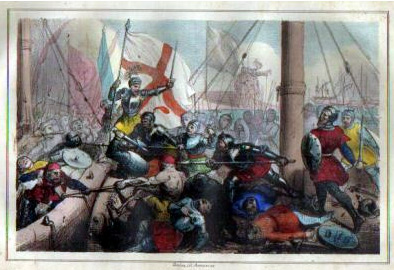
Литография битвы при Мелории Арманино

С 1282 по 1284 год Генуя и Пиза вернулись к войне друг с другом. Решающее морское сражение состоялось 6 августа 1284 года. Пизанский и генуэзский флоты воевали целый день в битве при Мелории. Генуэзцы победили, в то время как пизанские галеры, не получав помощи, были вынуждены отступить в порт Пизы. Количество пленных, взятых Генуей, исчислялось тысячами. Среди них был поэт Рустикелло из Пизы, который в плену встретил Марко Поло (захваченного во время сражения при Курцоле) и записал приключения венецианского путешественника.
Битва при Мелории значительно сократила могущество Пизанской республики, которая так никогда и не вернула себе лидирующие позиции в западном Средиземноморье. Пиза потеряла тысячи молодых мужчин в этой битве, что привело к демографическому коллапсу. Венеция не осуществила интервенцию для помощи своему союзнику Пизе в этом кризисе. Некоторые историки[кто?] рассматривают это решение как ошибку со стороны Венеции, которая получила превосходство своего конкурента Генуи в районе Тирренского моря и одновременно потеряла ценную помощь Пизы на востоке. Несмотря на неудачу, Пиза оказалась в состоянии продолжить территориальные приобретения в Тоскане в течение нескольких десятилетий, благодаря Гвидо да Монтефельтро и Генриху VII.
В XIV веке Пиза изменила свою форму с коммуны на синьорию. Фацио делла Герардеска, просвещенный аристократ, улучшил взаимоотношения с Флоренцией, Римом и Генуей. Мир с Генуей был первым из ряда торговых соглашений. Но в первых годах следующего столетия, находясь под руководством Габриэло Мария Висконти, город Пиза был осажден силами Милана, Флоренции, Генуи и Франции. Джованни Гамбакорта использовал воспользовался этим для прихода к власти, но при этом он вел секретные переговоры о сдаче с осаждающими. 6 октября 1406 года Пиза стала владением Флоренции, которая тем самым выполнила свою долгосрочную задачу по выходу к морю. Это окончило историю Пизанской республики.

### Амальфи и Пиза
Амальфи уже потеряло полную автономию со второй половины XI века, хотя и продолжало эксплуатировать свои торговые маршруты и пользоваться значительной степенью административного самоуправления, по крайней мере в этот период. Под защитой норманнов Вильгельма II, третьего герцога Апулии, в октябре 1126 года руководители Амальфи подписали выгодное торговое соглашение с соседней Пизой о сотрудничестве в защите общих интересов в Тирренском море. Это соглашение было плодом десятилетних дружественных отношений с тосканской республикой.
Несмотря на это, Амальфи не имело собственной армии для защиты своих коммерческих интересов. Именно поэтому амальфийские корабли весьма редко участвовали в военных акциях против других морских республик. На самом деле, именно пизанская армия нарушила договор с Амальфи нападением на прибрежный город 4 августа 1135 года во время войны, которую вел папа Иннокентий II и новый император Лотарь II (с помощью республик Генуи и Пизы) против норманнов Рожера II, который контролировал Амальфи. Война окончилась в пользу Рожера II, который получил признание своих прав над территориями Южной Италии, но оказалась жестоким ударом для Амальфи, которое потеряло и свой флот, и свою политическую автономию.

### Венеция, Анкона и Дубровник
Торговое соперничество между Венецией, Анконой и Дубровником было очень сильным, так как они все находились на берегах Адриатического моря. Они много раз воевали открыто. Венеция, осознавая своё военное и экономическое превосходство, ревностно относилась к конкуренции со стороны других морских республик в Адриатике. Некоторые адриатические порты были под контролем венецианцев, но Анкона и Дубровник сохраняли свою независимость. Чтобы избежать подчинения венецианцам, эти две республики заключили между собой множество длительных альянсов.
В 1174 году Венеция объединила свои силы с имперской армией Фридриха I Барбароссы, чтобы попытаться сокрушить Анкону. Намерение Фридриха было подтвердить свою власть над итальянскими городами. Венеция выставила множество галер и галеон Totus Mundus(дословно «Весь Мир») у порта Анконы, пока имперские войска начали осаду с суши. После нескольких месяцев ожесточенной обороны анконцев, поддержанных византийскими войсками, они смогли выслать небольшой отряд в Эмилию-Романью с просьбой о помощи. Для спасения города прибыли отряды из Феррары и Бертиноро, которые отбросили войска имперцев и Венеции в ходе последующего сражения.
Венеция завоевала Дубровник в 1205 году и удерживала его до 1382 года, когда Дубровник восстановил свободу де факто, платя дань вначале венграм, потом, после битвы при Мохаче, туркам. В этот период Дубровник возобновил старый союз с Анконой.